# Randall Einhorn
Randall Einhorn (7 de dezembro de 1963) é um diretor e produtor de televisão estadunidense, mais conhecido por seu trabalho em The Office, Wilfred, It's Always Sunny in Philadelphia, Survivor e Abbott Elementary.

## Carreira
Einhorn é mais conhecido por seu trabalho como diretor de fotografia e diretor ocasional em The Office. Ele também dirigiu The Accountants, um spin-off de dez partes de The Office que foi disponibilizado online entre a segunda e a terceira temporadas. Em homenagem à contribuição de Einhorn para a série, o episódio da 6ª temporada, "The Cover-Up", foi dedicado a Larry Einhorn, pai de Randall, que morreu em 20 de abril de 2010. Randall também desempenha o papel de CFO da Dunder Mifflin, até renunciar no segundo episódio da segunda temporada. Em maio de 2015, foi anunciado que Einhorn seria o produtor executivo e diretor de The Muppets, com co-criação de Bill Prady (co-criador de The Big Bang Theory) e Bob Kushell (3rd Rock from the Sun, The Simpsons). O programa foi cancelado após uma temporada.
Desde que trabalhou em The Muppets, Einhorn continuou a produzir e dirigir vários filmes e projetos de televisão, incluindo The Mick e The Kids Are Alright. Ele e sua produtora Sad Unicorn fecharam um acordo de vários anos com a Warner Bros. Television. Ele também foi produtor executivo e diretor de Abbott Elementary, da ABC. Em março de 2023, foi anunciado que ele dirigiria o próximo piloto de comédia da ABC, Public Defenders, estrelando Anthony Anderson.